# Morandi (groupe)
Morandi est un duo roumain de dance-pop créé en 2004 à Bucarest par Marius Moga (chant) et Andrei Ropcea (production).

## Biographie
Morandi est un acronyme qui provient de la décomposition des noms des membres du groupe (Mo- vient de Moga et -randi est le surnom d'Andrei). Ils se font connaître par le titre Beijo (Uh La La) qui sera classé 1er en Roumanie et en Turquie en 2005 pendant 9 semaines puis numéro un en Bulgarie en 2006 pendant 2 semaines. Il est extrait de leur 1er LP, Reverse, sorti en 2005.

## Discographie
La discographie de Morandi comporte 3 albums studio à partir de 2005, une quinzaine de singles et une compilation.

### Albums
- 2005 : Reverse
- 2006 : Mind Fields
- 2007 : N3XT
- 2011 : The Best of Morandi (compilation)

### Singles
| Année     | Titre                                | Meilleure position, | Meilleure position, | Meilleure position, | Meilleure position, | Meilleure position, | Album           |
| Année     | Titre                                | Slovaquie           | Bulgarie            | République tchèque  | HU Dance Top40      | France              | Album           |
| --------- | ------------------------------------ | ------------------- | ------------------- | ------------------- | ------------------- | ------------------- | --------------- |
| 2004      | Love Me                              | -                   | -                   | -                   | -                   | -                   | Reverse         |
| 2004      | Beijo                                | 54                  | -                   | -                   | -                   | -                   | Reverse         |
| 2006      | Falling Asleep                       | -                   | -                   | -                   | -                   | -                   | Mind Fields     |
| 2006      | A La Lujeba                          | -                   | -                   | -                   | -                   | -                   | Mind Fields     |
| 2006      | Oh La La (Version anglaise de Beijo) | -                   | -                   | -                   | -                   | -                   | Version digital |
| 2007      | Afrika                               | -                   | -                   | -                   | -                   | -                   | N3XT            |
| 2007      | Angels (Love Is The Answer)          | 1                   | 1                   | 1                   | 3                   | 16                  | N3XT            |
| 2008      | Save Me (feat. Helene)               | 13                  | 2                   | 1                   | 25                  | -                   | N3XT            |
| 2009      | Colors                               | 1                   | 1                   | 4                   | -                   | -                   |                 |
| 2010      | Rock The World                       | 62                  | -                   | -                   | -                   | -                   |                 |
| 2011      | Midnight Train                       | 26                  | -                   | -                   | -                   | -                   |                 |
| 2011      | Serenada                             | -                   | -                   | -                   | -                   | -                   |                 |
| 2013      | Everytime We Touch                   |                     | 40                  |                     |                     |                     |                 |
| 2014      | Living Without You                   |                     | 154                 |                     |                     |                     |                 |
| 2014      | Summer in December (avec Inna)       |                     | 133                 |                     |                     |                     |                 |
| 2016      | Keep You Safe                        |                     |                     |                     |                     |                     |                 |
| 2018      | Kalinka                              |                     |                     |                     |                     |                     |                 |
| Numéro un | Numéro un                            | 2                   | 2                   | 2                   | -                   | -                   |                 |
| Top 10    | Top 10                               | 2                   | 3                   | 3                   | 1                   | -                   |                 |